# Lost Change
Lost Change pierwszy solowy album will.i.ama, (założyciela the The Black Eyed Peas), nagrany w 2001 roku.

## Lista utworów
1. "Ev Rebahdee" (feat. Planet Asia)
2. "Lay Me Down" (feat. Terry Dexter)
3. "Possessiones"
4. "Tai Arrive"
5. "If You Didn't Know" (feat. Mykill Miers)
6. "Money" (feat. The Horn Dogs, Huck Fynn & Oezlem)
7. "Lost Change"
8. "I Am"
9. "Hooda Hella U" (feat. Medusa)
10. "Lost Change in E Minor"
11. "Yadda Yadda"
12. "Em a Double Dee" (feat. Madd Dogg)
13. "Control Tower"
14. "Lost Change in D Minor"

## Teledyski
- I Am